# 松田昇 (検察官)
松田 昇（まつだ のぼる、1933年12月13日 - ）は、日本の検察官。元東京地検特捜部部長。

## 来歴・人物
北海道函館市出身。北海道函館工業高等学校電気科を経て、苦学しながら1957年中央大学法学部を卒業。会社勤務の傍ら司法試験に挑み続け、1963年検事任官。山本清二郎の下で日通事件に関わった。ロッキード事件では児玉誉士夫の取調べ担当にあり、さらに1976年7月27日午前6時半、特捜部資料課事務官の4人らと共に、目白台の田中邸に出向き、田中角栄を逮捕、東京地検への同行を求めた。
1985年東京高検特別公判部長（政治家被告人のための公判担当）、1987年8月東京地検特捜部長、1989年最高検検事。以後、1990年大津地検検事正、1991年最高検検事、同年水戸地検検事正を経て、1993年7月法務省矯正局長に。翌年の1994年7月から最高検刑事部長。1996年6月退官。
東京地検特捜部長時代は、主にリクルート事件に関わった。
1996年6月預金保険機構理事長。理事長職は習わしとして日本銀行副総裁が理事長を兼務するのが通例であったが、バブル崩壊後の金融危機の中、検察出身の松田昇を理事長職に指名した。
理事長職在任中に三洋証券、北海道拓殖銀行、山一証券、日本長期信用銀行、日本債券信用銀行等が次々に倒産あるいは破たんした。20世紀末から21世紀初頭にまたがる戦後最大の金融危機に、任期も通例の3期6年を超えた異例の4期8年務めた。
2004年6月預金保険機構顧問。同年同月三菱自動車工業株式会社企業倫理委員会委員長。同年8月金融庁金融機能強化審査会会長。同年9月弁護士登録。2006年6月日本無線株式会社取締役。2007年4月三菱UFJニコス株式会社取締役。
2005年1月株式会社博報堂社外監査役。
2015年6月株式会社博報堂DYホールディングス社外取締役。
2015年11月24日、読売ジャイアンツ所属選手による野球賭博問題の紀律委員会の会合に、球団の特別法律顧問として参加した。
2016年3月11日の読売ジャイアンツ臨時株主総会・臨時取締役会にて社外取締役に選任され、球団オーナー代行に就任した。

## エピソード等
東京地検検事時代、前年まで首相を務めた田中角栄をロッキード事件容疑で逮捕した。同僚検事の堀田力らと一緒に取り調べに当たった。
ロッキード事件で逮捕した田中角栄を取調べしていたある日、２人は偶然一緒にトイレに立った。用を足しを終え手を洗っている時、松田は隣で手を洗っていた田中角栄を何気なく見た。するとそこには濡れた手をティッシュで拭っている田中角栄がいた。それを見た松田はすかさずハンカチを田中角栄に渡した。田中角栄は礼を言うと濡れた手を借りたハンカチでぬぐい、そのまま二人は別れた。しばらくして、松田のもとに１通の手紙が届いた。中にはクリーニングされ、きれいにたたまれたハンカチ１枚と１通の礼状が入っていた。検事と被告という逆の立場でも、お互いに人間同士なのだという話として有名なエピソードである。
「おごらず、気負わず、そしてひるまず」を信条としている。